# Asociación de Ingenieros del Uruguay
La Asociación de Ingenieros del Uruguay (aiu, por sus siglas) es una asociación civil uruguaya con fines gremiales, de afiliación voluntaria y sin ánimo de lucro, con personería jurídica e integrada por socios activos —ingenieros egresados— y honorarios —profesionales destacados—; cuenta con 1100 asociados. La aiu es miembro fundador de la Agrupación Universitaria del Uruguay.

## Orígenes
La aiu se fundó el 12 de octubre de 1905, coincidiendo con el decimotercer aniversario del primer acto de colación de grado, en el que se entregaron los títulos a los tres primeros ingenieros, egresados de la Facultad de Ingeniería de la Universidad de la República: José Serrato, Eduardo García de Zúñiga y Pedro Magnou.

## Objetivos
Entre los fines de la Asociación, están:
- orientar el ejercicio de la profesión hacia el desarrollo del bienestar común, para superación del gremio en beneficio de la sociedad, y
- promover permanentemente el mejoramiento del ingeniero, en el orden material, moral e intelectual.[1][2]

## Participación internacional
La Asociación de Ingenieros del Uruguay ha tenido en el ámbito internacional una activa presencia. Participó en la creación de la Unión Panamericana de Asociaciones de Ingenieros (upadi), organismo que entre 1951 y 1972 tuvo su sede en Montevideo; fueron sus presidentes los ingenieros uruguayos Luis Giannattasio (1951-61), Luis Giorgi (1961-67) y Carlos Végh Garzón (1967-72).
La aiu está afiliada además a la Federación Mundial de Asociaciones de Ingenieros (wfeo-fmoi).